# Barbara Kralj
Barbara Kralj (Ljubljana, 5 januari 1994) is een Sloveens voetbalspeelster.

## Statistieken
| Seizoen | Club               | Land     | Competitie | Wedstrijden | Doelpunten |
| ------- | ------------------ | -------- | ---------- | ----------- | ---------- |
| 2019/20 | Olimpija Ljubljana | Slovenië | 1ZL        | –           | –          |
| Totaal  | Totaal             | Totaal   | Totaal     | –           | –          |

Laatste update: maart 2020

## Interlands
Sinds 2011 speelt Kralj voor het Sloveens vrouwenelftal.

## Privé
Barbara's tweelingzus Carmen speelt ook voetbal, en samen speelden ze lange tijd in de jeugdteams van ŽNK Brinje–Interblock. Carmen stopte in 2011 met voetbal om aan kickboksen te gaan doen.